# Kleine citroenkorst
Kleine citroenkorst (Flavoplaca oasis) is een korstmossoort uit de familie Teloschistaceae.

## Determinatie
Kleine citroenkorst is een korstvormig korstmos met in kalkhoudende steen onduidelijk thallus. Het thallus is zeer dun, soms in de steen verzonken en witgrijs tot doorzicht vliesachtig of deels oranjegeel met oranje punten. De apotheciën zijn donkeroranje van kleur met een blekere oranje rand. De doorsnede is 0,2 mm waarmee ze heel klein zijn. De ascosporen zijn 10 tot 15  µm en het septum is 3 tot 5 µm dik. De oranje delen kleuren met K+ rood.
Kleine citroenkorst verschilt van andere Flavoplaca-soorten en kleine geelkorst in de donkeroranje apotheciën. Ook wordt de soort veel verward met muurzonnetje, die grotere apotheciën heeft.

## Ecologie
Kleine citroenkorst groeit vooral op horizontale, kalkrijke steenoppervlakken, zoals voegen in baksteenmuren en stoeptegels.

## Verspreiding
In Nederland is kleine citroenkorst zeer algemeen. Hij staat niet op de Nederlandse Rode Lijst en is niet bedreigd.